# Cadmus et Hermione

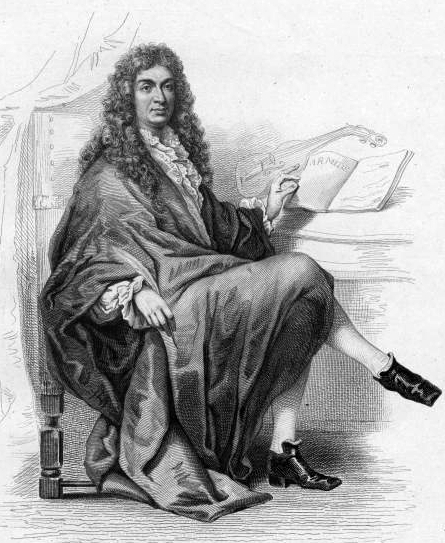
Jean-Baptiste Lully

Cadmus et Hermione (Kadmos och Harmonia) är en opera (tragédie en musique) i en prolog och fem akter med musik av Jean-Baptiste Lully. Libretto av Philippe Quinault efter Ovidius Metamorfoser. Det var Lullys första tragédie en musique. Kadmos var enligt den grekiska mytologin staden Thebes grundare och gift med krigsguden Ares dotter Harmonia.

## Historia
Lully komponerade sammanlagt 13 Tragédies lyriques, varav tio byggde på historier från grekisk och romersk mytolog, och tre (de sista tre) på sagor om franska hjältar. Sagorna och historierna var välbekanta för dåtidens publik.
Cadmus et Hermione anses som den första franska tragédie en musique (också känd som tragédie lyrique) eller första franska operan över huvud taget. Den hade premiär den 27 april 1673 på Parisoperan och bevistades av kung Ludvig XIV av Frankrike. Den framfördes regelbundet ända fram till 1737.
Från den samtida venetianska operan tog Lully fasta på det komiska hos tjänarna, något som han senare skulle undvika liksom även nydanarna inom den italienska operan. En samtida transkription av ouvertyren, gjord av Jean-Henri d'Anglebert, har förblivit en del av cembalorepertoaren. 
År 2008 iscensatte den franska ensemblen Le Poème Harmonique en föreställning av operan i Paris och Rouen.

## Personer

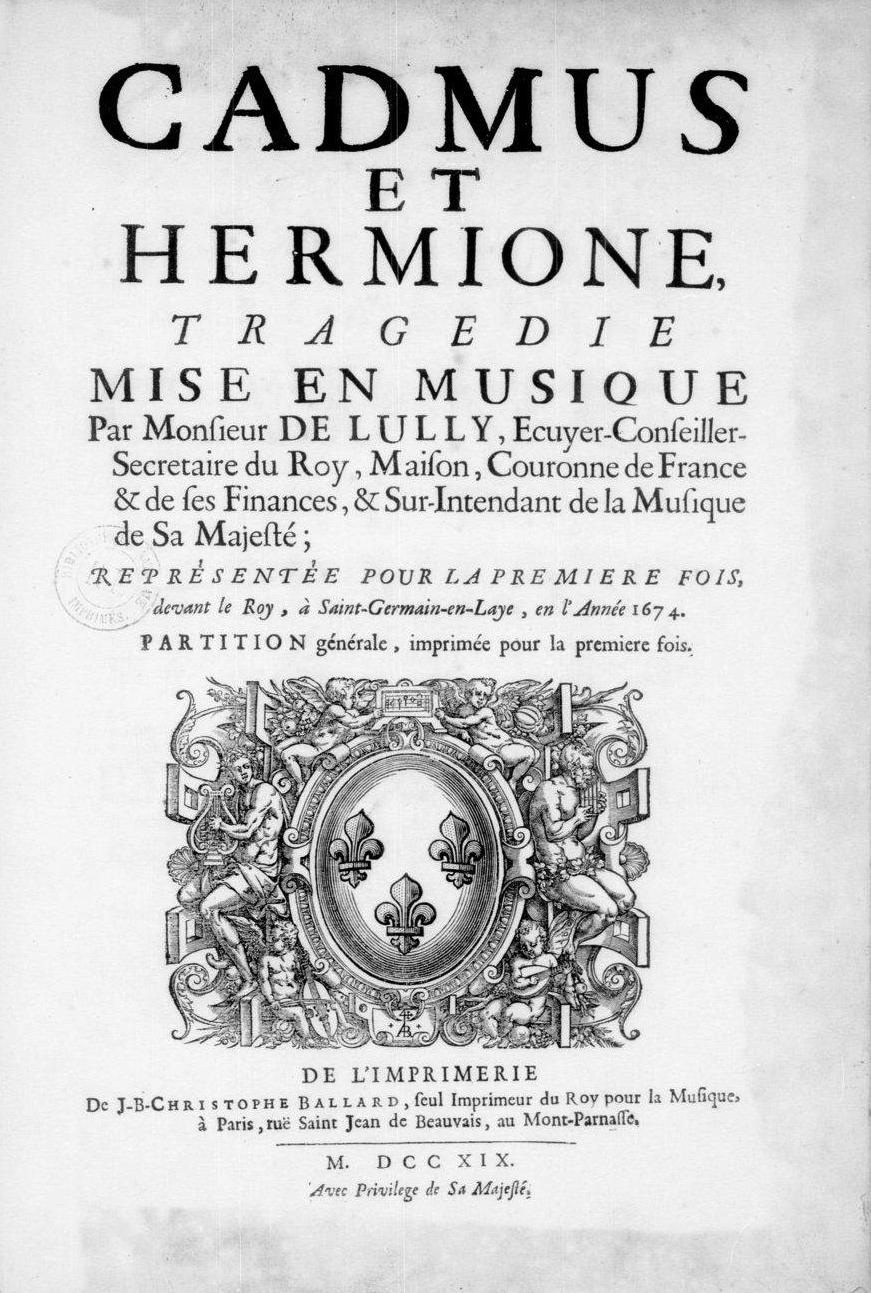
Framsida till partituret.

- Palès (Sopran)
- Mélisse (Alt)
- Pan (Bas)
- Arkas (Alt)
- L'Envie (Alt)
- Solen (Sopran)
- Cadmus (Baryton)
- 2 prinsar (Tenorer)
- Arbas (Bas)
- Hermione (Mezzosopran)
- Venus
- Chariter (Sopran, Mezzosopran)
- Aglante
- La Nourrice (Alt)
- Draco (Bas)
- Jupiter (Bas)
- Junon (Sopran)
- Pallas (Mezzosopran)
- L'Amour (Mezzosopran)
- Mars (Bas)
- L'Hymen
- Le Grand Sacrificateur (Bas)

## Handling
Prologen har inget med handlingen i övrigt att göra i sig, utan rör sig om hur oraklet i Delfi besegras av solens strålar, en allegori om solkungens överlägsenhet. I själva operan för Lullys musik handlingen framåt utan att dra alltför mycket uppmärksamhet till den komiska sidohistorien. Danserna och körpartierna i mellanspelen är integrerade i handlingen och utgör dramatiska höjdpunkter. 
Cadmus är förälskad i Hermione, men hon är förlovad med jätten Draco. Han utmanar sin rival men Pallas Athena förvandlar Draco till en staty. Hermione förs bort av Juno men till sist får de älskande varandra.